# Kangbulu
Der Kangbulu (auch Chomogan) ist ein Berg der Gangdisê-Bergkette im autonomen Gebiet Tibet.
Der Kangbulu besitzt eine Höhe von 6655 m. Er liegt im Kreis Zhongba innerhalb der bezirksfreien Stadt Xigazê. Der Kangbulu befindet sich 10,86 km nordnordwestlich des Loinbo Kangri im vergletscherten Teil eines Gebirgszugs, der sich in Nordwest-Richtung erstreckt.

## Besteigungsgeschichte
Der Kangbulu wurde am 10. Oktober 2006 von Bruce Normand, Brian Alder und Erik Monasterio über die Südostwand und den Ostgrat erstbestiegen.